# Harare

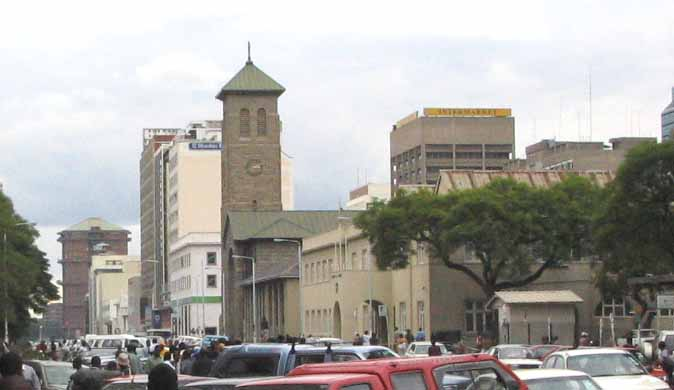
Centre de Harare

Harare és la capital i ciutat més poblada de Zimbàbue. Fins a 1982 la ciutat s'anomenava Salisbury. La ciutat pròpiament dita té una superfície de 960,6 km² i una població de 2.123.132 habitants al cens del 2012 i una estimació de 3.120.917 a la seva àrea metropolitana el 2019. Situada al nord-est de Zimbàbue, a la regió de Mashonaland. a ciutat d'Harare constitueix una de les deu províncies de Zimbàbue, que també incorpora els municipis de Chitungwiza i Epworth. La ciutat es troba en un altiplà a una altitud de 1.483 metres sobre el nivell del mar.
La ciutat va ser fundada el 1890 per la Pioneer Column, una petita força militar de la Companyia britànica de Sud-àfrica, i va rebre el nom de Fort Salisbury en honor del primer ministre britànic Lord Salisbury. Els administradors de la companyia van delimitar la ciutat i la van dirigir fins que Rhodèsia del Sud va aconseguir un govern responsable el 1923. Salisbury va ser a partir d'aleshores la seu del govern de Rhodèsia del Sud i, entre 1953 i 1963, la capital de la Federació Centreafricana. Va conservar el nom de Salisbury fins al 1982, quan es va canviar pel de Harare en el segon aniversari de la independència de Zimbàbue del Regne Unit.

## Història
La Pioneer Column, una força militar voluntària de colons organitzada per Cecil Rhodes, va fundar la ciutat el 12 de setembre de 1890 com a fort. Originalment van anomenar a la ciutat Fort Salisbury en honor de Robert Gascoyne-Cecil, 3r marquès de Salisbury, llavors primer ministre del Regne Unit, i posteriorment es va conèixer simplement com a Salisbury. El Salisbury Polo Club es va formar el 1896. Va ser declarat municipi el 1897 i es va convertir en ciutat el 1935.
En el moment de la fundació de la ciutat estava mal drenada i el primer desenvolupament es va fer en terrenys de la riba esquerra d’un rierol que ara és una carretera principal (Julius Nyerere Way). La primera zona que es va drenar completament va ser a prop de la capçalera del rierol i, com a resultat, es va anomenar "Causeway". Aquesta àrea és ara l'emplaçament de molts dels edificis governamentals més importants, inclosa la Cambra del Senat i l’Oficina del Primer Ministre, ara rebatejats per l’ús del President després que el càrrec fos abolit el gener de 1988.
Salisbury va ser la capital de la colònia britànica de Rhodèsia Sud des del 1923, i de la Federació de Rhodèsia i Nyasalàndia del 1953 al 1963.

### Període de postguerra
Immediatament després de la Segona Guerra Mundial, Salisbury es va expandir ràpidament, el seu creixement es va impulsar per la seva designació com a capital de la Federació de Rhodèsia i Nyasaland, que va donar lloc a una onada de liberalisme, inversió i desarrollisme de 1953 a 1963, transformant la ciutat en el procés. Això va anar acompanyat d'una important immigració de la postguerra per part dels blancs, principalment de la Gran Bretanya i de tot el sud d'Àfrica i, en menor mesura, del sud d'Europa. El ràpid augment de la propietat de vehicles de motor i la inversió en el desenvolupament de carreteres van accelerar molt l'expansió suburbana cap a l'exterior. Van veure el desenvolupament de suburbis com Alexandra Park i Mount Pleasant. Al mateix temps, la majoria dels suburbis negres com Highfield van patir la sobreocupació a mesura que la població va créixer.

### Anys posteriors a la independència
El govern del Front de Rhodèsia d'Ian Smith va declarar Rhodèsia independent del Regne Unit l'11 de novembre de 1965 i va proclamar la República de Rhodèsia el 1970. Posteriorment, la nació es va convertir en l'estat de curta durada de Zimbàbue Rhodèsia i no va ser fins al 18 d'abril de 1980 que el país va ser reconegut internacionalment tan independent com la República de Zimbàbue.
El nom de la ciutat es va canviar per Harare el 18 d'abril de 1982, segon aniversari de la independència de Zimbàbue, prenent el seu nom del poble proper de Harare Kopje. Abans de la independència, "Harare" era el nom de la zona residencial negra ara coneguda com Mbare.
La important inversió en educació i sanitat va produir una classe mitjana confiada i en creixement, demostrada per l'auge d'empreses com Econet Global i el disseny i l'arquitectura innovadors, exemplificats per l’Eastgate Center. Un símbol notable d'aquesta època de la història d'Harare és la Torre del New Reserve Bank, un dels principals punts de referència de la ciutat.
Tanmateix, el 1992, Harare va començar a experimentar una recessió econòmica i el govern va respondre promulgant reformes neoliberals, que van provocar un auge de la banca, les finances i l'agricultura alhora que van provocar importants pèrdues de llocs de treball en la indústria manufacturera, augmentant així molt l'atur i la desigualtat d'ingressos. Les empreses nacionals van lluitar per competir amb les importacions estrangeres, fet que va provocar l'enfonsament de diverses institucions, especialment en la indústria tèxtil.

### Dificultats econòmiques i hiperinflació (1999-2008)
A principis del segle xxi, Harare s'ha vist afectada negativament per la crisi política i econòmica que afectava Zimbàbue, després de les controvertides eleccions presidencials del 2002 i les eleccions parlamentàries del 2005. El consell electe va ser substituït per una comissió designada pel govern per suposada ineficiència. Tot i així, els serveis essencials com la recollida d'escombraries i les reparacions de carrers van empitjorar ràpidament i ara són pràcticament inexistents a les zones més pobres de la ciutat. El maig de 2006, el diari de Zimbàbue Financial Gazette va descriure la ciutat en un editorial com una ciutat de sol convertida en granja d'aigües residuals. El 2009, Harare va ser votada com la ciutat més difícil per viure, segons l'enquesta d'habitabilitat de l'Economist Intelligence Unit. La situació no va canviar el 2011, segons la mateixa enquesta, que es basa en l'estabilitat, la sanitat, la cultura i el medi ambient, l'educació i les infraestructures.

### Operació Murambatsvina
El maig de 2005, el govern de Zimbàbue va enderrocar barraques, llocs de venda il·legals i cases de camp a Harare, Epworth i les altres ciutats del país en l'operació Murambatsvina ('Drive Out Trash'). Es va denunciar que el veritable propòsit de la campanya era assegurar-se que els barris de barraques no es desenvolupen en cap ciutat urbana i paisatge urbà del Moviment per al Canvi Democràtic i reduir la probabilitat d'accions massives contra el govern expulsant la gent de les ciutats. El govern va afirmar que era necessari per un augment de la criminalitat i la malaltia. Això va ser seguit per l'operació Garikayi/Hlalani Kuhle (Operació 'Viure millor') un any més tard, que consistia a construir habitatges de formigó de mala qualitat.

### La incertesa econòmica
El 2009 Harare va ser considerada com la ciutat menys habitable del món per l'Economist Intelligence Unit's livability, situació que no canvià el 2011 pujant al lloc 137 de 140 a l'agost de 2012.
A finals de març de 2010, la Joina City Tower d'Harare es va obrir finalment després de catorze anys de retard en la construcció, comercialitzada com el nou Orgull de Harare. Inicialment, l'ocupació d'espai a la torre va ser baixa, amb una ocupació d'oficines només del 3% a l'octubre de 2011. Al maig de 2013, l'ocupació d'oficines havia augmentat al voltant de la meitat, amb tot l'espai comercial ocupat.
El març de 2015, l'Ajuntament de Harare va planificar un projecte de dos anys per instal·lar 4.000 fanals solars, amb un cost de 15.000.000 de dòlars a partir del districte comercial central.
El novembre de 2017 la ciutat va acollir la manifestació més multitudinària de la història de Zimbàbue que va provocar la renúncia forçada del president Robert Mugabe.

### Harare contemporània
Des de l'any 2000, Harare ha viscut períodes de declivi espectacular, especialment durant la dècada del 2000, però des de la Gran Recessió s'ha estabilitzat i ha experimentat un creixement demogràfic important i un creixement econòmic desigual. Malgrat aquesta volatilitat (o potser per això), hi ha hagut una inversió internacional substancial i una especulació en els mercats financers i immobiliaris de la ciutat. S'ha produït un desenvolupament important als marges urbans de la ciutat, a zones com Borrowdale, Glen Lorne, The Grange, Mount Pleasant Heights i els nous suburbis de Hogerty Hill, Shawasha Hills, Bloomingdale i Westlea, donant lloc a l'expansió urbana. a prop de Mount Hampden, Ruwa i Norton. A més, les zones del centre de la ciutat com Avondale, Eastlea, Belgravia, Newlands i Milton Park han experimentat un augment de la gentrificació impulsada per l'especulació dels expatriats de Zimbàbue que també ha atret altres compradors estrangers, donant lloc a preus de propietat elevats i augments de lloguer generalitzats. Harare va mantenir l'augment de població i el desenvolupament urbà més elevats de qualsevol ciutat important de Zimbàbue des de l'any 2000, amb altres ciutats com Bulawayo, Gweru i Mutare en gran part estancada durant el mateix període.
A partir de 2006, el creixement de la ciutat es va estendre als seus límits nord i oest, més enllà del límit de creixement urbà de la ciutat. Les prediccions que l'any 2025 la població de l'àrea metropolitana arribarà entre 4 i 5 milions han despertat preocupacions per l'expansió sense control i el desenvolupament no regulat. A més, la concentració del desenvolupament immobiliari a Harare s'ha produït a costa d'altres ciutats com Gweru i Bulawayo, especialment aquesta última, que es caracteritza cada cop més per l'estancament i l'alt atur a causa del col·lapse de moltes de les seves indústries pesants. Avui dia, el mercat immobiliari d'Harare continua tenint un preu molt elevat, més que les ciutats regionals com Johannesburg i Ciutat del Cap, amb la part superior del mercat completament dominada per zimbabuesos rics o de doble ciutadania (vegeu diàspora de Zimbàbue i zimbabuesos al Regne Unit), xinesos i compradors sud-africans. Aquesta gentrificació i especulacions són especialment discordants donat l'alt atur del país. A més, el 2020, Harare va ser classificada com a ciutat gamma per la Globalization and World Cities Research Network.

## Geografia
La ciutat es troba en una de les parts més altes de l'altiplà Highveld, a una altitud de 1.483 msnm i té un clima temperat subhumit d'altitud, una variant del clima oceànic. La seva elevada altitud i el flux d’aire fresc del sud-est fan que tingui un clima més fresc i sec que un clima tropical o subtropical. La temperatura mitjana anual és de 17,9 °C, força baixa per als tròpics. Hi ha tres estacions principals: un estiu càlid i humit, de novembre a març / abril; un hivern fresc i sec, de maig a agost; i una temporada càlida a calorosa i seca al setembre / octubre. La precipitació mitjana anual és d’uns 825 mm.
El clima permet una vegetació natural de bosc obert. L'arbre local més comú de la regió és la Brachystegia spiciformis. Són habituals espècies introduïdes durant el període colonial com la Jacaranda, el Delònix o les buguenvíl·lees.

## Demografia
| 2009      | 2012      |
| 1.606.000 | 2.150.000 |

La població de Harare és de 2.123.132 habitants. Més del 90% de les persones a Harare són persones d'ascendència africana parlant xona. A Harare també hi viuen molts matabeles i kalanga. Aproximadament 25.000 zimbabuesos blancs també viuen a la zona metropolitana de Harare.

## Economia
Harare és el principal centre financer, comercial i de comunicacions de Zimbàbue, així com un centre de comerç internacional de tabac, blat de moro, cotó i cítrics. La fabricació, incloent tèxtils, acer i productes químics, també és econòmicament important, així com el comerç de minerals preciosos com l'or, els diamants i el platí. També ha experimentat recentment un auge immobiliari, especialment als rics suburbis del nord, amb un augment espectacular dels preus durant l'última dècada, malgrat els reptes d'altres sectors de l'economia. Aquest auge s'ha alimentat en gran part per membres de la diàspora de Zimbàbue i l'especulació, amb els inversors protegits contra la moneda local. No obstant això, el mercat abans en auge ha començat a refrescar-se a causa d'una pujada dels tipus d'interès el 2019 i les conseqüències econòmiques de la pandèmia de la COVID-19, deixant uns quants projectes sense acabar. Harare ha estat la seu de diverses cimeres internacionals, com la 8a Cimera del Moviment dels països no Alineats el 1986 i la Reunió de Caps de Govern de la Commonwealth de 1991. Aquest últim va produir la Declaració de Harare, dictant els criteris de pertinença a la Commonwealth. El 1998, Harare va ser la ciutat amfitriona de la 8a Assemblea del Consell Mundial d'Esglésies. Tot i que semblava que l'economia finalment es recuperava, l'optimisme primerenc dels inversors després de la presa de possessió del govern de Mnangagwa s'ha reduït en gran manera a causa del lent ritme de reformes per millorar l'entorn empresarial. L'economia va patir una alta inflació i freqüents talls de llum el 2019, cosa que va dificultar encara més la inversió. La manca d'aplicació de reformes monetàries adequades per complementar els esforços del govern per reduir el dèficit pressupostari també va soscavar la confiança dels inversors en el sector financer. Tot i que el govern ha subratllat repetidament el seu enfocament a millorar la transparència, la facilitat per fer negocis i la lluita contra la corrupció, el progrés segueix sent limitat sota l'administració de Mnangagwa.
Un altre repte per a l'economia d'Harare és la persistent emigració de residents altament educats i qualificats al Regne Unit, Austràlia, Canadà, Irlanda i Nova Zelanda, en gran part a causa de la recessió econòmica i els disturbis polítics. La fugida de cervells de la ciutat, gairebé sense precedents en comparació amb altres mercats emergents, ha provocat el declivi d'una classe emprenedora local, una classe mitjana exagerada i en declivi i una manca d'oportunitats d'ocupació fora del sector informal i públic. A més, els residents de la classe treballadora de la ciutat s'estan traslladant cada cop més als propers Sud-àfrica i Botswana, tot i que són fàcilment substituïts per migrants rurals menys benestants. Tanmateix, malgrat més d'una dècada d'abandonament, la infraestructura i el capital humà de la ciutat encara es comparen favorablement amb les ciutats d'altres parts d'Àfrica i Amèrica Llatina. Caldrà veure si el govern actual pot atraure la seva diàspora de Zimbàbue jove, diversa i ben educada, que compta entre 4 i 7 milions de persones, a invertir en l'economia, i molt menys a pensar en tornar-hi.

### Compres i venda al detall
Es poden comprar art, artesania i records de producció local a Doon Estate, Uwminsdale, Avondale Market i Mbare Musika. Msasa Park i Umwinsdale, en particular, acullen diverses galeries que produeixen escultures i tèxtils de pedra esteatita Shona d'alta qualitat, com els estudis Patrick Mavros, que té una altra galeria a Knightsbridge, Londres. Les marques internacionals són generalment menys comunes a Harare que a les ciutats europees, però es poden trobar compres convencionals i de luxe a Fife Avenue, Sam Nujoma (Union) Avenue, Arundel Village, Avondale, Borrowdale, Eastgate i Westgate. Pràcticament totes les compres de luxe es concentren als suburbis del nord més rics, especialment Borrowdale, amb botigues que tenen preus més alts del que la majoria dels visitants esperarien. Els barris de Borrowdale i Borrowdale Brooke es consideren un dels llocs més sofisticats de la ciutat, amb botigues, restaurants i serveis de luxe.
Harare també té una bona selecció de supermercats, com ara Le Bon Marche, Pick n Pay, TM i Spar. Les botigues més variades i independents tendeixen a concentrar-se als suburbis del nord, nord-est i nord-oest juntament amb, sorprenentment, Newlands i Greendale Avenue a Greendale.